# Rafael Velasco
Rafael Tobías Velasco Romero mejor conocido simplemente como Rafael Velasco (Ciudad de México, México, 3 de noviembre de 1947 - ibídem, 12 de septiembre de 2004) fue un actor mexicano que realizó su carrera artística en cine y televisión.

## Biografía
Rafael Velasco inició su carrera como actor en la película Las malas influencias en 1980, posteriormente debutó en televisión en la telenovela El extraño retorno de Diana Salazar en 1988, donde interpretó un papel de villano, durante esta producción, Rafael inició una relación amorosa con la escritora de la telenovela: Margarita Villaseñor, con quien contrajo matrimonio el 3 de noviembre de 1991 y procrearon 2 hijos. En 1990, Rafael actuó en la película Crimen imposible y en 1991 en la telenovela La pícara soñadora. En 1995, Rafael Velasco actuó en la película La revancha y en 1996 en la coproducción mexicana-estadounidense Solo. En 1998 fue dirigido por el aclamado director Arturo Ripstein en la película El evangelio de las maravillas, donde actuó junto a Katy Jurado. Rafael continuó actuando en cintas como El último profeta (1998), Rito terminal (2000) y El sueño del caimán (2001), cuya actuación le valió el premio a mejor actor en el Festival Internacional de Cine de Amiens en Francia. En el año 2002 actuó en la película El gavilán de la sierra y en la miniserie La Virgen de Guadalupe. Su último trabajo como actor fue en la película Zapata, el sueño del héroe, meses después de su estreno, Rafael murió de un ataque al corazón.

## Filmografía

### Cine
- Zapata, el sueño del héroe (2004) .... Don Lázaro
- El gavilán de la sierra (2002) .... Aurelio
- El sueño del caimán (2001) .... Caimán[2]
- Rito terminal (2000)
- El último profeta (1998)
- El evangelio de las maravillas (1998) .... Mateo
- Solo (1996) .... Justos
- La revancha (1995) .... Negro
- Crimen imposible (1990)
- Las malas influencias (1980)

### Telenovelas
- La pícara soñadora (1991)
- El extraño retorno de Diana Salazar (1988-1989) .... Enrique Falcón

### Miniseries de televisión
- La Virgen de Guadalupe (2002) .... Rafael Bernardino (3 episodios)